# Edith Roberts
Edith Roberts est une actrice du cinéma muet née le 17 septembre 1899 à New York (États-Unis), décédée le 20 août 1935 à Los Angeles en Californie. Elle a figuré dans 154 films.

## Biographie
Edith Roberts est née à New York le 17 septembre 1899. Elle est une star à dix-neuf ans quand elle fait ses véritables débuts dans son premier film important The Deciding Kiss de Tod Browning en 1918. Même si elle n'a pas obtenu les éloges que ses homologues ont eu, Edith est restée très occupée tout au long de la décennie et dans la dizaine d'années suivantes. Après  The Wagon Master en 1929, elle abandonne le cinéma. Le 20 août 1935, Edith meurt à Los Angeles, en Californie, des complications d'un accouchement. Elle n'avait que 35 ans à son décès.

## Vie privée
Ses conjoints furent Kenneth Snookes et Harold Carter dont elle a eu un enfant, Robert. C'est la sœur de l'actrice Leona Roberts et la tante de l'actrice Josephine Hutchinson.

## Filmographie partielle
- 1918 : Violence (The Brazen Beauty) de Tod Browning
- 1918 : The Deciding Kiss de Tod Browning
- 1919 : Les Caprices de la fortune (Bill Henry) de Jerome Storm
- 1921 : Et la terre trembla... (The Fire Cat) de Norman Dawn
- 1922 : A Front Page Story de Jess Robbins
- 1922 : Le Détour (Saturday Night) de Cecil B. DeMille
- 1923 : Son grand frère (Big Brother) de Allan Dwan
- 1924 : La Comtesse Olenska (The Age of Innocence) de Wesley Ruggles
- 1924 : Guerrita (Thy Name Is Woman) de Fred Niblo
- 1924 : The Bowery Bishop de Colin Campbell
- 1925 : Seven Keys to Baldpate de Fred C. Newmeyer
- 1926 : Shameful Behavior? de Albert H. Kelley
- 1929 : The Wagon Master